# Eleições parlamentares europeias de 1999 (Reino Unido)
As eleições parlamentares europeias de 1999 no Reino Unido foram realizadas a 10 de junho para eleger os 87 assentos do país para o Parlamento Europeu.

## Resultados Nacionais
| Partido                 | Partido                                | Votos      | %               | +/-   | Deputados | +/-     |
| ----------------------- | -------------------------------------- | ---------- | --------------- | ----- | --------- | ------- |
|                         | Partido Conservador                    | 3 578 218  | 33,50 / 100,00  | 6,54  | 36 / 87   | 18      |
|                         | Partido Trabalhista                    | 2 803 821  | 26,25 / 100,00  | 16,35 | 29 / 87   | 33      |
|                         | Liberal Democratas                     | 1 266 549  | 11,86 / 100,00  | 4,28  | 10 / 87   | 8       |
|                         | UKIP                                   | 696 057    | 6,52 / 100,00   | 5,57  | 3 / 87    | 3       |
|                         | Partido Verde                          | 625 378    | 5,86 / 100,00   | 2,74  | 2 / 87    | 2       |
|                         | Partido Nacional Escocês               | 268 528    | 2,51 / 100,00   | 0,56  | 2 / 87    | Estável |
|                         | Partido Democrático Unionista          | 192 762    | 1,80 / 100,00   | 0,77  | 1 / 87    | Estável |
|                         | Partido Social Democrata e Trabalhista | 190 731    | 1,79 / 100,00   | 0,77  | 1 / 87    | Estável |
|                         | Plaid Cymru                            | 185 235    | 1,73 / 100,00   | 0,71  | 2 / 87    | 2       |
|                         | Conservadores Pró-Euro                 | 138 097    | 1,29 / 100,00   | Novo  | 0 / 87    | Novo    |
|                         | Partido Unionista do Ulster            | 119 507    | 1,12 / 100,00   | 0,28  | 1 / 87    | Estável |
|                         | Sinn Féin                              | 117 643    | 1,10 / 100,00   | 0,75  | 0 / 87    | Estável |
|                         | Outros                                 | 498 554    | 4,67 / 100,00   |       | 0 / 87    |         |
| Total                   | Total                                  | 10 681 080 | 100,00 / 100,00 |       | 87 / 87   |         |
| Eleitorado/Participação | Eleitorado/Participação                | 44 495 741 | 24,00 / 100,00  | 12,49 |           |         |
| Fonte                   | Fonte                                  | [ 1 ]      | [ 1 ]           | [ 1 ] | [ 1 ]     | [ 1 ]   |